# 서범석 (배우)
서범석(1970년 8월 17일 ~)은 대한민국의 뮤지컬 배우이다. 종교는 개신교이다. 《명성황후》,《노트르담 드 파리》, 《라디오스타》 등 다수의 뮤지컬에 출연했으며 최근에는 연극, 드라마 등에도 출연해 활동 무대를 넓혀가고 있다.

## 생애
중앙대학교 산업정보학과에 입학했지만 수학을 못해 전공에 적응하지 못했고 대학 재학 시절 연극 동아리 중앙극예술연구회 8기 멤버로 활동하면서 연기에 관심을 가졌다. 1991년 극단 실험극장에서 셰익스피어의 《오셀로》에 단역으로 출연하여 처음으로 무대에 섰다. 군대에서 배우가 될 결심을 하고 24세에 제대해 군복을 입은 채 뮤지컬 극단을 찾아갔고 5개월간 트레이닝을 받은 끝에 1994년 뮤지컬 《번데기》로 데뷔했다. 당시 18리터짜리 생수를 한 통씩 마셔가며 하루 9시간씩 한국무용, 현대무용, 재즈댄스, 발레 등 춤 연습을 했지만 좀처럼 배역을 맡지 못하고 6,7년간 20편 넘게 백코러스 생활을 했다. 뒤늦게 노래의 필요성을 깨달았고, 연습실을 구할 돈이 없어 중고차를 구입해 하루 9시간씩 노래 연습에 매진한 끝에 조금씩 역할이 늘어나기 시작했고 현재의 위치에 이르게 되었다.
2002년 8년간 사귄 첫사랑과 결혼해 남매를 두었다.
모든 과정을 직접 해야 한다는 사실에 매력을 느껴 주로 창작 뮤지컬을 전문으로 활동해 왔으나 2007년 《노트르담 드 파리》 첫 한국 라이선스 공연에 프롤로 신부로 출연한 이후 라이선스 작품에도 적극적으로 출연하고 있다. 2012년에는 해보고 싶은 라이선스 작품으로 꼽았던 《맨 오브 라만차》에 출연했다.

## 인물
성실한 자기관리와 역할에 대한 철저한 연구를 바탕으로 캐릭터를 창조하는 배우이다. 2009년에는 SBS 야심만만, KBS2 샴페인에 출연해 재치있는 유머로 예능감을 뽐내는 한편, 2009 방송엔터테인먼트 채용박람회에서 뮤지컬 특강 강연자로 나서 오랜 무명 생활 끝에 정상의 자리에 오를 수 있었던 경험담을 털어놓았다. '범사마', '뮤지컬계의 안성기' 등의 별명을 가지고 있다.
소속사ㅡ광나는 사람들

## 작품

### 영화
- 설마, 그럴리가 없어 (2012년) - 서 실장 역
- 내가 고백을 하면 (2012년) - 원길 역
- 배우는 배우다 (2013년) - 김장호 역
- 산타바바라 (2014년) - 김 감독 역
- 검은손 (2015년) - 김 박사 역
- 킬링톡 (2021년) - 상철 역
- 셔틀,최강의셔틀 (2023년) - 민석 역

### 뮤지컬
- 명성황후(1998) - 외교관 역
- 명성황후(1999) - 이또 역
- 명성황후(2000) - 이또 역
- 명성황후(2002) - 홍계훈 역
- 지하철 1호선(2002)
- 환타스틱스(2002) - 엘갈로 역
- 명성황후(2003) - 홍계훈 역
- 카르멘(2003) - 즈니가 역
- 동숭동연가(2003)
- 지하철 1호선(2003)
- 투맨(2004) - 동생 역
- 빠담빠담빠담(2004) - 테오 사라포 역
- 블루 사이공(2004) - 김상사 역
- 사랑은 비를 타고(2004) - 동현 역
- 지킬 앤 하이드(2004) - 지킬/하이드 역
- 불의 검(2005) - 수하이바토르 역
- 겨울 나그네(2005) - 현태 역
- 명성황후(2005) - 홍계훈 역
- 미스터 마우스(2006) - 인후 역
- 명성황후(2006) - 홍계훈 역
- 하루(2007) - 플루토 역
- 위대한 캣츠비(2007) - 하운두 역
- 명성황후(2007) - 홍계훈 역
- 노트르담 드 파리(2007) - 프롤로 신부 역
- 노트르담 드 파리(2008) - 프롤로 신부 역
- 파이란(2008) - 강재 역
- 라디오스타(2008) - 박민수 역
- 라디오스타(2009) - 박민수 역
- 노트르담 드 파리(2009) - 프롤로 신부 역
- 남한산성(2009) - 홍타이지 역
- 모차르트!(2010) - 레오폴트 역
- 서편제(2010) - 유봉 역
- 삼총사(2010) - 아토스 역
- 모차르트!(2011) - 레오폴트 역
- 햄릿(2011) - 클라우디우스 역
- 서편제(2012) - 유봉 역
- 맨 오브 라만차(2012) - 세르반테스/돈키호테 역
- 아르센 루팡(2013) - 레오나르도 역
- 두 도시 이야기(2013) - 시드니 칼튼 역
- 서편제(2014) - 유봉 역
- 두 도시 이야기(2014) - 시드니 칼튼 역
- 들풀 2(2014) - 전봉준 역
- 꽃신(2014) - 윤재 역
- 뿌리깊은 나무(2014) - 세종 역
- 아리랑(2015) - 송수익 역
- 뿌리깊은 나무(2015) - 세종 역
- 오케피(2015) - 오보에 역
- 명성황후(2016) - 미우라 역
- 노트르담 드 파리(2016) - 프롤로 신부 역
- 오!캐롤(2016) - 허비 역
- 오!캐롤(2017) - 허비 역
- 미스터마우스(2017) - 강박사 역
- 아리랑(2017) - 송수익 역
- 서편제(2017) - 유봉 역
- 노트르담 드 파리(2018) - 프롤로 신부 역

### 연 극
- 여보 고마워(2008) - 김범수 역
- 미드썸머(2011) - 밥 역
- 부활(2013) - 네흘류도프 역
- 클로저(2013) - 래리 역
- 취미의 방(2014) - 야마노 노부치카 역
- 취미의 방(2015) - 야마노 노부치카 역

### 드라마
- 《장길산》 (2004) - 큰돌 역
- 《넌 내게 반했어》 (2011) - 이신의 아버지 역 (특별출연)
- 《꽃미남 라면가게》 (2011) - 고이사 역
- 《천사의 선택》 (2012) - 배달봉 역
- 《닥터 프로스트》 (2014) - 백 교수 역
- 《황홀한 이웃》 (2015) - 오한도 역
- 《빛나거나 미치거나》 (2015) - 왕계(대충광) 역

## 예능
- SBS 야심만만(2009)
- KBS2 샴페인(2009)
- SBS 스타 주니어쇼 붕어빵(2010)
- SBS 도전천곡(2010)
- KBS2 해피버스데이(2010)
- MBC 문화사색(2011)
- TVN 현장토크쇼 TAXI(2011)
- TVN 퍼펙트 싱어(2013)
- JTBC 백인백곡 - 끝까지 간다(2015)
- KBS2 불후의 명곡 - 전설을 노래하다 (2016)

## 수상
- 제1회 대구뮤지컬어워즈 대상(2007)
- 제14회 한국뮤지컬대상 남우조연상(2008)
- 제2회 대구뮤지컬어워즈 최고의 스타상(2008)
- 제3회 대구뮤지컬어워즈 남우주연상(2009)